# إدارة بليتيو
إدارة بليتيو هي إحدى إدارات بنين الإثني عشر، عاصمة الإدارة هي ساكيتى. تبلغ مساحة الإدارة 2,835 كيلومتر مربع (1,095 ميل2)، اقتطعت من إدارة أويميه في عام 1999 لتشكل هذه الإدارة.

## الجغرافيا
تقع إدارة بليتيو في جنوب بنين وتحدها إدارة كولاينيس من الشمال ونيجيريا من الشرق وإدارة أويميه من الجنوب الغربي وإدارة زو من الغرب. يتراوح متوسط ارتفاعها من 20 إلى 200 متر (66 إلى 656 قدمًا) فوق متوسط مستوى سطح البحر، تخللها وديان نهر إيجويدي. تستقبل الإدارة موسمين من الأمطار من مارس إلى يوليو ومن سبتمبر إلى نوفمبر. وتتلقى متوسط هطول أمطار السنوي يبلغ حوالي 1,200 مـم (47 بوصة).

## السكان
| التعداد الديني      | التعداد الديني      | التعداد الديني | التعداد الديني | التعداد الديني |
| ------------------- | ------------------- | -------------- | -------------- | -------------- |
|                     |                     |                |                |                |
| الإسلام             | الإسلام             |                | 18.6%          | 18.6%          |
| ميثودية             | ميثودية             |                | 5.6%           | 5.6%           |
| فودو                | فودو                |                | 7.4%           | 7.4%           |
| كاثوليك             | كاثوليك             |                | 24.6%          | 24.6%          |
| مذهب مسيحي آخر      | مذهب مسيحي آخر      |                | 19.6%          | 19.6%          |
| ديانات تقليدية أخرى | ديانات تقليدية أخرى |                | 3.3%           | 3.3%           |
| أخرى                | أخرى                |                | 14%            | 14%            |

بلغ مجموع سكان الإدارة 622,372 نسمة (منهم 300,065 ذكر و322,307 أنثى) في تعداد 2013. بلغت نسبة سكان الريف 54.80٪ ونسبة سكان الحضر 45.20٪. بلغ عدد السكان الأجانب 2605 نسمة يمثلون 0.40٪ من إجمالي عدد السكان في الإدارة. وبلغ معدل المشاركة في القوى العاملة بين الأجانب الذين تتراوح أعمارهم بين 15 و64 عاما 31.70٪. بلغت عدد الأسر في الإدارة 110,532 أسرة ومتوسط حجم الأسرة 5.6. كان معدل النمو السكاني 3.80٪.
متوسط سن الزواج لدى النساء 21.4 ومتوسط سن الإنجاب الأول 28.8. بلغت نسبة خصوبة المرأة 4.7. وبلغ متوسط عدد الأسر في المنزل 1.3 ومتوسط عدد الأشخاص في الغرفة 1.7 نسمة. بلغ مجموع القوى العاملة في الإدارة 185,815 منهم 43.10٪ نساء. وبلغت نسبة الأسر التي ليس لديها مستوى تعليمي 65.50٪ ونسبة الأسر التي أطفالها يذهبون إلى المدرسة 60.00٪. بلغ معدل المواليد الخام 36.2، ومعدل الخصوبة العام 149.10، ومعدل التكاثر الإجمالي 2.30.
أغلب سكان الإدارة من اليوروبا الذي يشكلون 66.6%، تنقسم إلى مجموعة ناغوت بنسبة 45.7% من إجمالي سكان الإدارة ومجموعة أوهوري بنسبة 20.9%. يليهم شعب فون بمجموعات: أوغو بنسبة 12.4% وفون بنسبة 8.2% وتوري بنسبة 6.5%.

## التقسيمات الإدارية

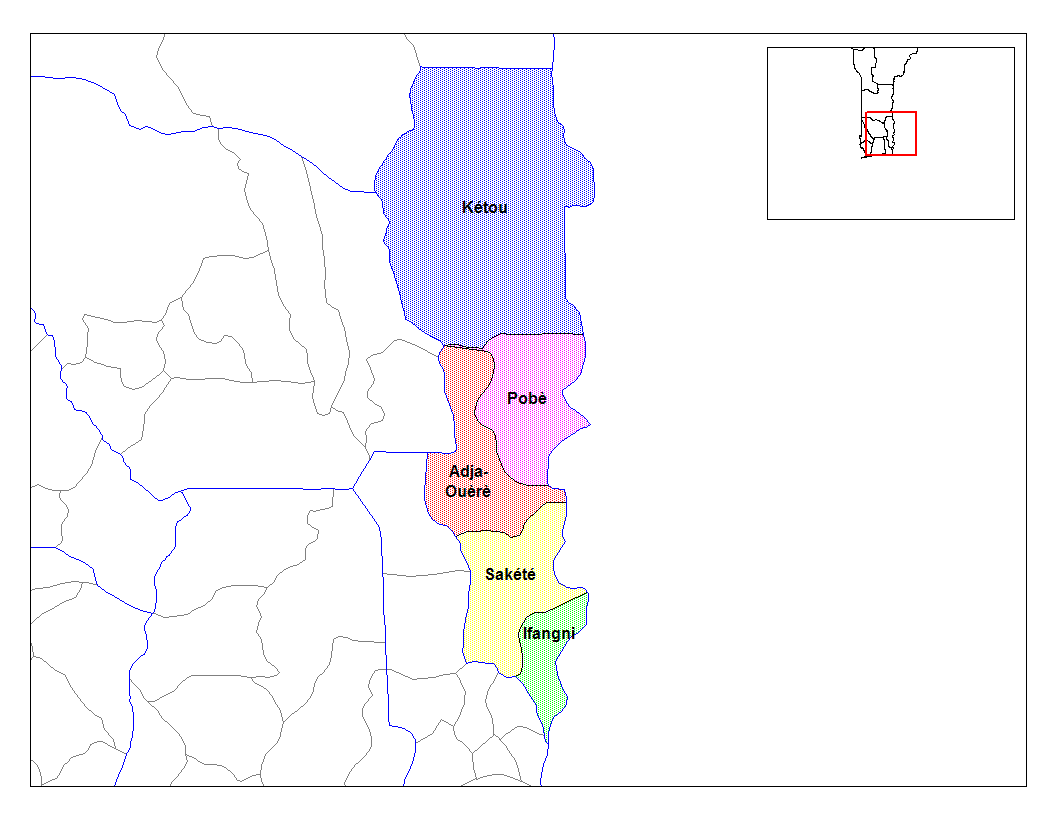
كوميونات بليتيو

تنقسم إدارة بليتيو إلى خمس بليدات كل واحدة سميت على مقر البلدية التي تكون أكبر مدينة فيها: أدجا أويري وإيفانجني وكيتو وبوبي وساكيتي. يدير البلديات والمجالس البلدية ممثلين منتخبين، أجريت الانتخابات الأخيرة لهذه المجالس في مايو 2020، أثناء جائحة فيروس كورونا.